# Lauko Soda
Lauko Soda (ryska: Лауко-Сода) är en ort i Litauen. Den ligger i den nordvästra delen av landet, 230 km nordväst om huvudstaden Vilnius. Lauko Soda ligger 166 meter över havet och antalet invånare är 177.
Terrängen runt Lauko Soda är platt, och sluttar norrut. Runt Lauko Soda är det ganska glesbefolkat, med 42 invånare per kvadratkilometer. Närmaste större samhälle är Telšiai, 10,9 km norr om Lauko Soda. I omgivningarna runt Lauko Soda växer i huvudsak blandskog.